# Abrasión dental
La abrasión dental es el desgaste mecánico no cariado de los dientes, debido a la interacción con otros objetos. Afecta con mayor frecuencia a los premolares y caninos, generalmente a lo largo de los bordes cervicales. Basándose en encuestas clínicas, los estudios han demostrado que la abrasión es el factor etiológico más común, aunque no el único, para el desarrollo de lesiones cervicales no cariadas (CLNC) cuya causa se debe frecuentemente a una técnica de cepillado incorrecta.
La abrasión aparece habitualmente en la unión cemento-esmalte y puede estar causada por muchos factores que contribuyen en diferentes grados.
El aspecto puede variar dependiendo de la causa de la abrasión, sin embargo, se presenta más comúnmente en forma de V causada por presión lateral excesiva durante el cepillado dental. La superficie es brillante en lugar de cariada, y a veces el reborde es lo suficientemente profundo como para ver la cavidad pulpar dentro del propio diente.
En cuanto a la presencia de pérdida cervical no cariada debida a la abrasión, puede derivar en consecuencias y síntomas tales como: aumento de la sensibilidad dental al calor y al frío, aumento de la retención de la placa que dará lugar a caries y a enfermedad periodontal, dificultades con los aparatos dentales tales como los retenedores y las prótesis dentales al embonar con el diente, y, también puede ser estéticamente desagradable para algunas personas.
Para tratar la abrasión con éxito, primero es necesario detectarla e interrumpirla, por ejemplo, el cepillado excesivo. Una vez que esto ocurra, el tratamiento posterior puede implicar cambios en la higiene bucal o en la pasta de dientes, así como la aplicación de flúor para reducir la sensibilidad o la colocación de una restauración para ayudar a reducir la progresión de más pérdida dental.

## Causas

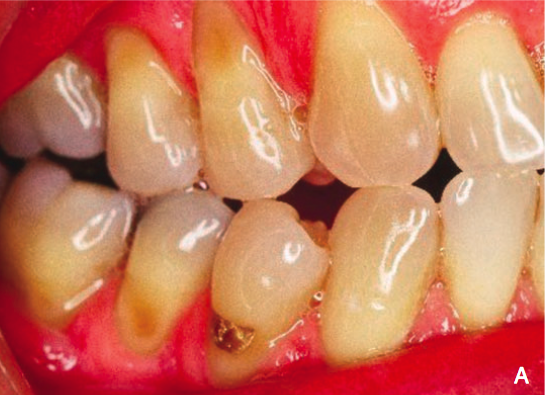
La abrasión se produce en los márgenes cervicales por las pastas dentales abrasivas y la fricción del cepillado.

La causa de la abrasión puede surgir de la interacción de los dientes con otros objetos tales como cepillos de dientes, palillos, hilo dental y aparatos dentales mal encajados como retenedores y dentaduras postizas. Además de eso, las personas con hábitos tales como morderse las uñas, masticar tabaco o utilizar perforaciones corporales en lengua o labios, y personas que trabajan de carpintero están sometidas a mayores riesgos de abrasión.
La abrasión también puede ocurrir por el tipo de dentífrico que se utiliza, ya que algunos tienen cualidades más abrasivas, como los blanqueadores dentales. La etiología de la abrasión dental puede deberse a un único estímulo o, como en la mayoría de los casos, a múltiples factores. La causa más común de abrasión dental, es la combinación de desgaste mecánico y químico.
El cepillado dental es la causa más común de abrasión, lo cual sucede a lo largo del margen gingival, debido a un cepillado demasiado fuerte en esta zona. El tipo de cepillo de dientes, la técnica utilizada y la fuerza aplicada al cepillarse pueden influir en la aparición y severidad de la abrasión resultante. Además, cepillarse durante períodos prolongados de tiempo (superior a 2-3 min) en algunos casos, combinado con el uso de cepillos de dientes semi-duros puede causar lesiones abrasivas.
Algunos tipos de cepillos de dientes son más propensos a causar abrasión, como aquellos con cerdas medias o duras. Las cerdas combinadas con técnicas de cepillado demasiado violentas sobre la superficie del diente pueden raspar la superficie del diente y causar abrasión, así como irritación de las encías. La irritación reiterada del margen gingival puede causar eventualmente retracción de las encías. Cuando hay retracción de encías, se expone la superficie radicular que es más susceptible a la abrasión.
Los cepillos de dientes eléctricos tienen menos tendencias abrasivas. Los tipos de dentífricos también pueden dañar el esmalte y la dentina debido a las propiedades abrasivas. Los ingredientes específicos que se utilizan en la pasta dental para eliminar la biopelícula y las manchas dentales extrínsecas, sin embargo, en algunos casos pueden contribuir a que los dentífricos sean abrasivos.
Los dentífricos blanqueadores se encuentran entre los productos dentales más abrasivos, de acuerdo con la escala de CDR, que se detalla más abajo. Se ha demostrado que, tanto el blanqueamiento dental en el hogar, como el clínico aumentan la probabilidad de que un individuo presente abrasión dental. Se cree que la abrasión dental debido al proceso de blanqueamiento es causada por una combinación de irritantes mecánicos y químicos, por ejemplo, mediante el uso de dentífricos blanqueadores y de kits de blanqueo al mismo tiempo. Sin embargo, si un individuo es controlado debidamente después de su tratamiento de blanqueamiento, se pueden evitar la pérdida de los minerales en la dentina y, a su vez, la abrasión.
Otro factor que puede contribuir a la abrasión es la variación de los niveles de pH en la saliva. Esto puede ser provocado por la ingesta de alimentos y líquidos azucarados y ácidos. Esto se fundamenta en que un aumento en la acidez de la saliva puede causar la desmineralización y, por lo tanto, comprometer la estructura dental. Cuando la estructura dental está comprometida, el contenido mineral de la saliva puede erosionar la superficie del esmalte y, por lo tanto, el cepillado puede causar daños irreparables en la superficie dental. El proceso de abrasión dental se puede estimular y acelerar aún más a través de los efectos de la erosión al ácido dental.

## Abrasión relativa de la dentina
La capacidad abrasiva relativa de la dentina (RDA, por sus siglas en inglés) es una medida estándar que mide el efecto abrasivo que tienen los componentes de la pasta dental sobre un diente.
La escala RDA fue desarrollada por la Asociación Dental Americana (ADA). La escala RDA compara la capacidad abrasiva de la pasta dental con materiales abrasivos estándar, y mide la profundidad del corte en un promedio de 1 milímetro por 100 000 cepillados sobre la dentina. Esta escala genera valores abrasivos determinar qué dentífricos son seguros para uso diario. Los estudios dentales in vitro mostraron una correlación positiva entre las mayores IDRs y un mayor desgaste dental.
Desde 1998, el valor CDR está establecido por las normas DIN EN ISO 11609. Actualmente, los productos como la pasta dental no están regulados por la ley. Sin embargo, un dentífrico debe tener un nivel inferior a 250 para que se considere seguro antes de recibir el sello de aprobación de la Asociación Dental Americana (ADA, por sus siglas en inglés). Los valores obtenidos dependen del tamaño, cantidad y estructura de superficie del abrasivo que se utiliza en los dentífricos.
Si bien se ha demostrado que la calificación RDA tiene una correlación estadísticamente significativa con la presencia de la abrasión, no es el único factor a considerar. Otros factores como la presión ejercida durante el cepillado, el tipo, el grosor y la distancia entre las cerdas del cepillo, así como el tiempo de cepillado, son otros factores que contribuyen a la abrasión dental.

## Tratamiento
Hay varias razones para tratar las lesiones por abrasión (también conocidas como “caries de tipo V”) tales como:
- Sensibilidad.
- Presencia de caries
- Estéticamente desagradable.
- Detener la progresión de la lesión.
- Reducir la aparición potencial de caries o enfermedad periodontal, ya que estas lesiones pueden presentarse como un factor de retención de placa.
- Cuando existe riesgo de exposición pulpar cuando la profundidad de la lesión es lo suficientemente grave.
- Cuando interfiere en la retención de un aparato extraíble. Por ejemplo: Una prótesis dental
- Para mejorar la sujeción de las dentaduras postizas.
- Cuando la integridad general de la estructura dental está comprometida.

Para un tratamiento exitoso contra la abrasión, primero debe estudiarse el caso. La forma más fiel de hacerlo es recopilando una historia médica, dental, social y dietética completa. Es necesario investigar todos los aspectos, ya que en muchos casos la causa de la abrasión puede ser multifactorial. Una vez realizado el diagnóstico definitivo, puede iniciarse el tratamiento adecuado.
El tratamiento para la abrasión puede presentar diversas dificultades dependiendo del grado de abrasión. La abrasión a menudo se presenta junto con otras condiciones dentales tales como el desgaste, la caries y la erosión. La evidencia indica que hay una disminución en el efecto de la abrasión dental con erosión dental cuando se aplica barniz de flúor sobre los dientes. El tratamiento exitoso se centra en la prevención y control de la enfermedad, modificando los hábitos actuales para mejorar la situación.

### Eliminación de las causas
Si la abrasión se debe a comportamientos habituales, la interrupción y el cambio de hábito es fundamental en la prevención de la pérdida dental adicional. La técnica correcta de cepillado es fundamental e implica una técnica suave de lavado con pequeños movimientos horizontales con un cepillo de cerdas extra-suaves. La fuerza lateral excesiva puede corregirse sosteniendo el cepillo de dientes suavemente o usando la mano no dominante para cepillarse. Si la abrasión está ocasionada por un aparato dental mal ajustado, este se debe corregir o ser reemplazado por un dentista, y no se debe intentar arreglar en casa.

### Componentes químicos
La selección de dentífricos también debe analizarse de manera crítica y cambiarse, con el fin de utilizar una pasta dentífrica menos abrasiva y más suave, como la pasta dentífrica para dientes sensibles, ya que está comprobado que una pasta de dientes muy abrasiva puede conducir a una pérdida de la estructura dental. Una pasta dental con un mayor contenido en flúor también ayudará a combatir el aumento de la sensibilidad y el riesgo de caries. Se sabe que el barniz de flúor alivia la hipersensibilidad en los dientes y puede usarse como medida preventiva para pacientes de alto riesgo de erosión dental por abrasión.
El tratamiento en la consulta del dentista puede incluir una aplicación de fluoruro o la colocación de una restauración en los casos más graves. Si la lesión es pequeña y se limita al esmalte o al cemento, no es necesario una restauración, sino la eliminación de los bordes ásperos para reducir las propiedades retentivas de placa. Sin embargo, en caso de caries, también pueden aparecer defectos estéticos relacionados con la pulpa y la restauración se puede terminar. Puede ser necesario un trabajo de restauración, cuando la lesión afecta la fuerza general del diente o cuando el defecto constituye un problema periodontal, la lesión podrá ser restaurada. Una vez que se diagnostican y tratan las abrasiones, se deben controlar adecuadamente para identificar una progresión y aliviar los síntomas.
Cuando el desgaste es producido por componentes ácidos del estómago en casos de reflujo gastroesofágico o bulimia se denomina erosión dental y tiene una implantación palatina característica.

### Restauración
Las propiedades ideales de los materiales de restauración para estas lesiones incluyen:
- Resistencia al desgaste causada principalmente por una fuerza excesiva ejercida durante el cepillado dental.
- Módulo de elasticidad bajo, dado que se ha considerado que los dientes (dentición anterior) se doblan alrededor de la zona cervical (zona más cercana al nivel de las encías).
- Buena estética.

Existen otras propiedades de los materiales de restauración que podrían considerarse adecuadas, aunque no específicas de las restauraciones de Clase V, que incluyen:
- Pequeñas partículas de relleno para pulido para conseguir mejores resultados estéticos.
- Con la suficiente consistencia para mantener la forma, pero que permitan un fácil manejo para poder colocarlas en las cavidades.
- Auto curado, ajuste o curable a cualquier profundidad.
- Dimensionalmente estable o baja contracción.
- Liberación de fluoruro.
- Autoadhesivo al esmalte y la dentina.

Los materiales dentales como la amalgama, el ionómero de vidrio (GI), el ionómero de vidrio con resina modificada (variante del GI) y la resina compuesta, son los tipos de materiales de restauración disponibles durante el tratamiento apropiado por restauración..
Teniendo en cuenta estos factores y sus respectivas propiedades de los materiales dentales. Las pruebas y los estudios demuestran que los materiales dentales de vidrio modificado con resina (RMGI) son el material de restauración recomendado en situaciones clínicas, ya que funcionan de manera óptima, siempre y cuando la estética no sea la prioridad máxima al restaurar estas lesiones. La superficie de tales lesiones se debe raspar antes de su restauración, tanto si el material es una variante del GI o como si está hecha de resina y sin necesidad de biselar la cara coronal de la cavidad.